# Douglas D-558-2 Skyrocket
O Douglas D-558-2 Skyrocket foi um avião propulsado a motor foguete e uma aeronave supersônica de pesquisas construído pela Douglas Aircraft Company para a Marinha dos Estados Unidos. Em 20 de novembro de 1953, pouco antes do 50º aniversário do primeiro voo motorizado, Albert Scott Crossfield pilotou a aeronave obtendo número mach 2, ou mais de 2076 km/h, tornando-se a primeira vez que a aeronave tinha excedido o dobro da velocidade do som.